# SFAT
Die Société Française des Autos Thermo-Pneumatiques, kurz SFAT, war ein französischer Hersteller von Automobilen.

## Unternehmensgeschichte
Das Unternehmen aus Paris begann 1903 mit der Produktion von Automobilen. Der Markenname lautete SFAT. So stand 1903 ein Fahrzeug auf dem Pariser Automobilsalon. 1904 endete die Produktion.

## Fahrzeuge
Für den Antrieb sorgte ein Vierzylindermotor in Verbindung mit Druckluft. Der Motor trieb einen Kompressor an, der Luft in eine Turbine leitete, die die Hinterräder antrieb. Diese Konstruktion sollte den Verzicht auf ein Getriebe ermöglichen.